# Teresa Amuli
Teresa Amuli Nhalingue foi uma política moçambicana. Em 1977, ela fez parte do primeiro grupo de mulheres eleitas para a Assembleia Popular.

## Biografia
Amuli foi candidata da FRELIMO nas eleições parlamentares de 1977, nas quais foi uma do primeiro grupo de 27 mulheres eleitas para a Assembleia Popular. Ela foi reeleita para a Assembleia em 1986 pela Província de Niassa.